# شسرال
شسرال (به لاتین: Chasseral) یک کوه در سوئیس است که در کانتون برن واقع شده‌است. شسرال ۱٬۶۰۶ متر بالاتر از سطح دریا واقع شده‌است.